# 植月寺山古墳
植月寺山古墳（うえつきてらやまこふん、観音寺古墳）は、岡山県勝田郡勝央町植月東にある古墳。形状は前方後方墳。勝央町指定史跡に指定されている。

## 概要

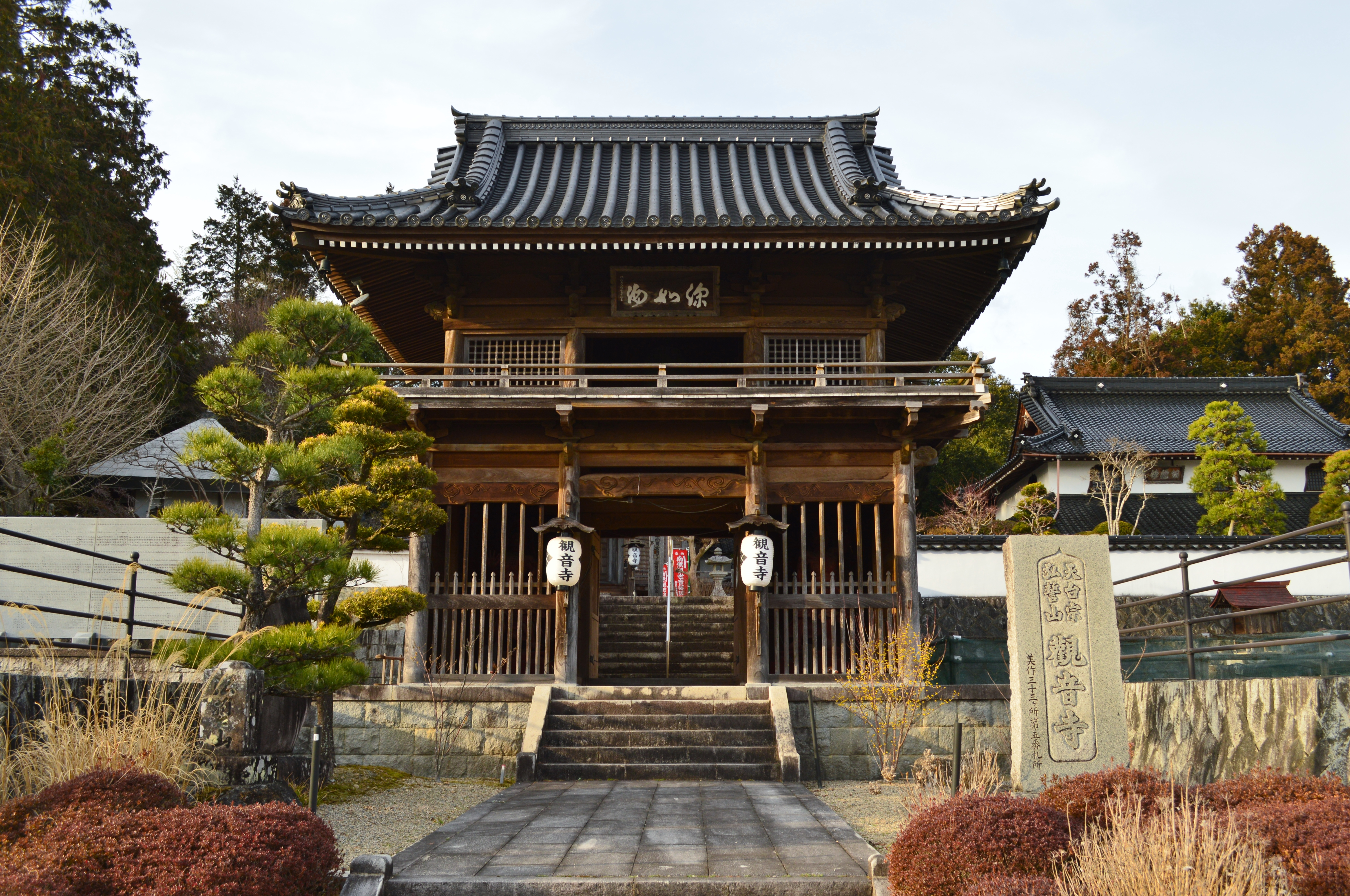
天台宗弘誓山観音寺

岡山県北部、滝川流域に開けた美野盆地（美野平野）の西側を画する丘陵上、丘陵最高所から西に下った鞍部に位置し東に盆地を望む古墳である。現在は南側に天台宗弘誓山観音寺が所在する。これまでに発掘調査は実施されていない。
墳形は前方部がやや開く前方後方形で、前方部を南西方向に向ける。墳丘長は約91メートルを測り、美作地方の前方後方墳としては最大規模になる。墳丘表面では葺石が認められるが、埴輪は認められていない。埋葬施設は未調査のため明らかでない。また副葬品も詳らかでない。
この植月寺山古墳は、古墳時代前期頃の築造と推定される。美野平野周辺に集中する前方後方墳5基（植月寺山古墳・西宮神社裏古墳・美野中塚古墳・美野高塚古墳・田井高塚古墳）のうちでも最も早い時期の築造とされ、美作地方東部では最大規模の古墳として重要視される古墳になる。
古墳域は勝央町指定史跡に指定されている。

## 墳丘
墳丘の規模は次の通り。
- 墳丘長：約91メートル
- 後方部
  - 一辺：約40メートル
  - 高さ：約9メートル
- 前方部
  - 幅：約36メートル

墳丘南側には天台宗弘誓山観音寺が所在しており、墳丘の前方部南側は削平を受けている。墳丘周辺の地形には古墳築造による大きな改変が認められる。前方部がやや開く点、前方部と後方部の比高差が約4メートルと非常に大きい点で古式の前方後円墳・前方後方墳としての特徴を示す。

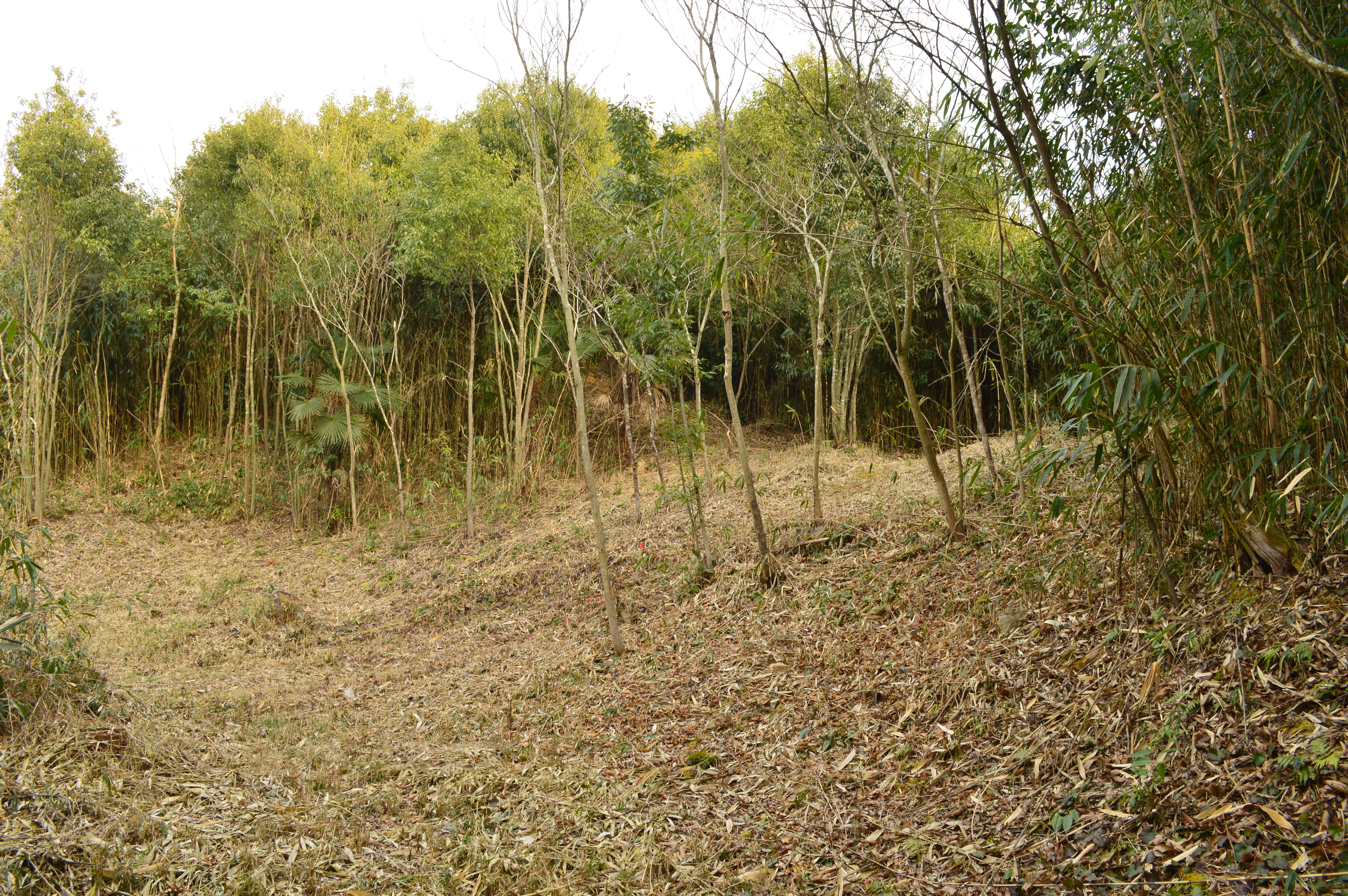
右に前方部、左奥に後方部
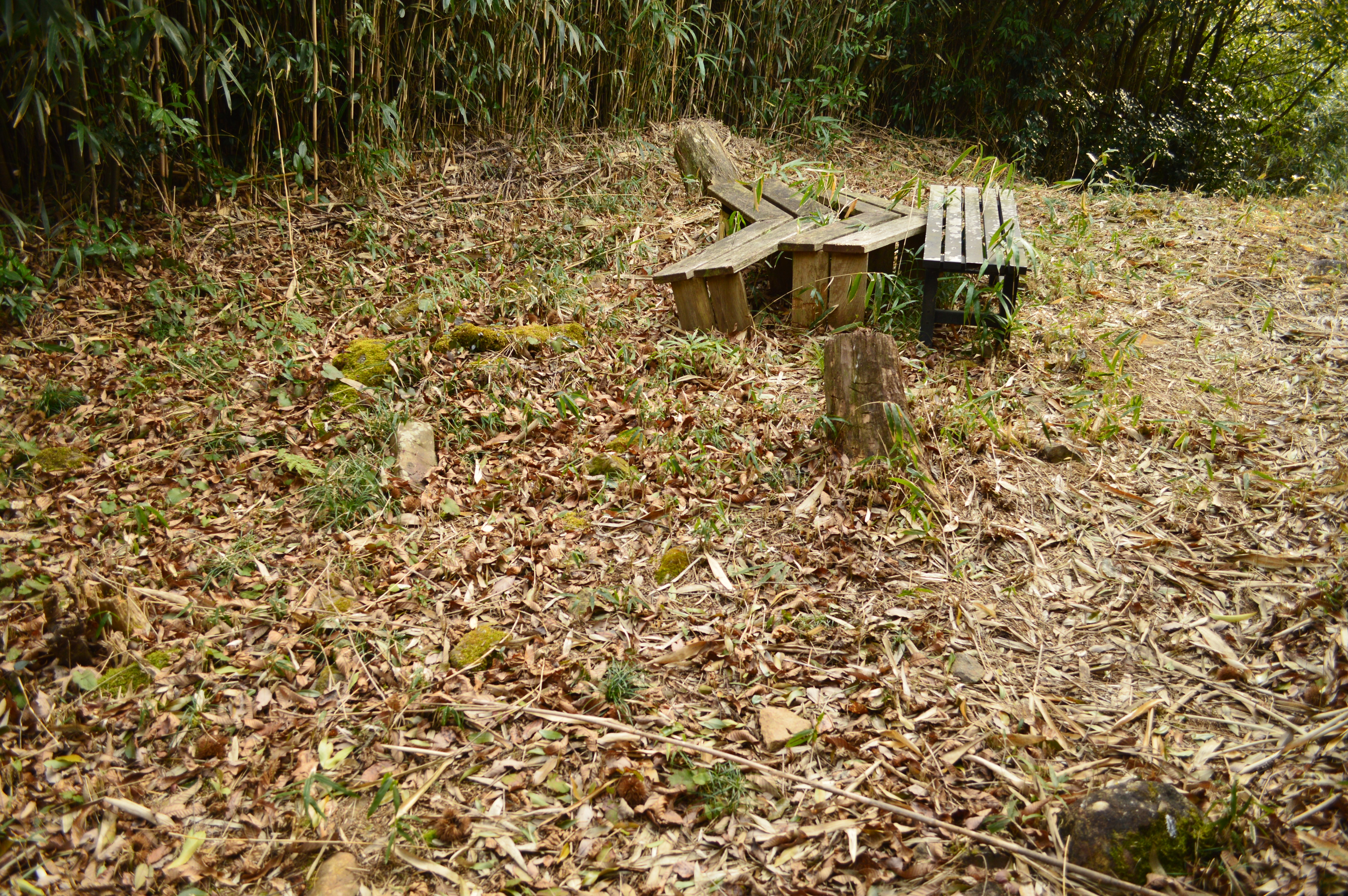
後方部墳頂
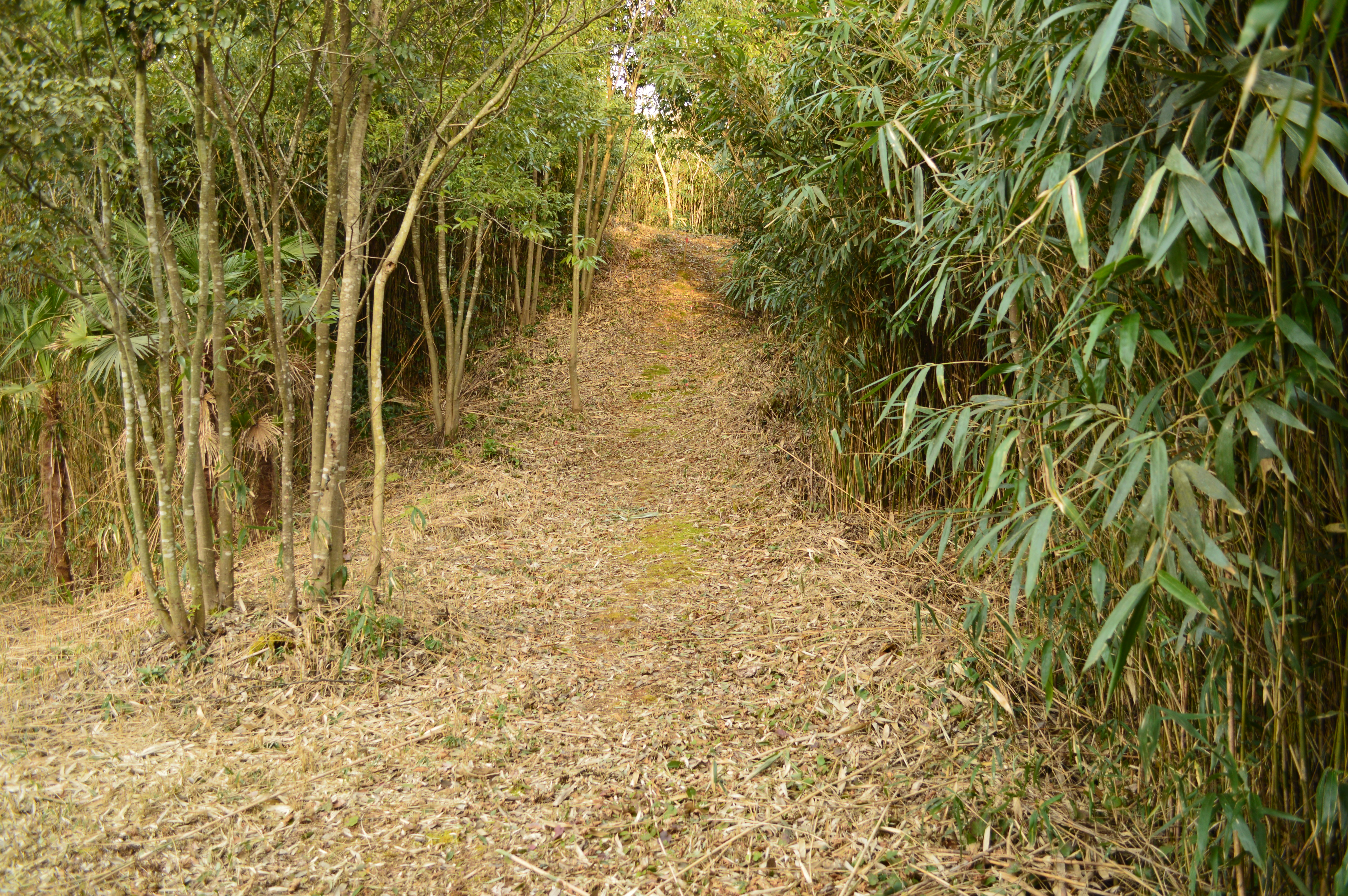
前方部から後方部を望む
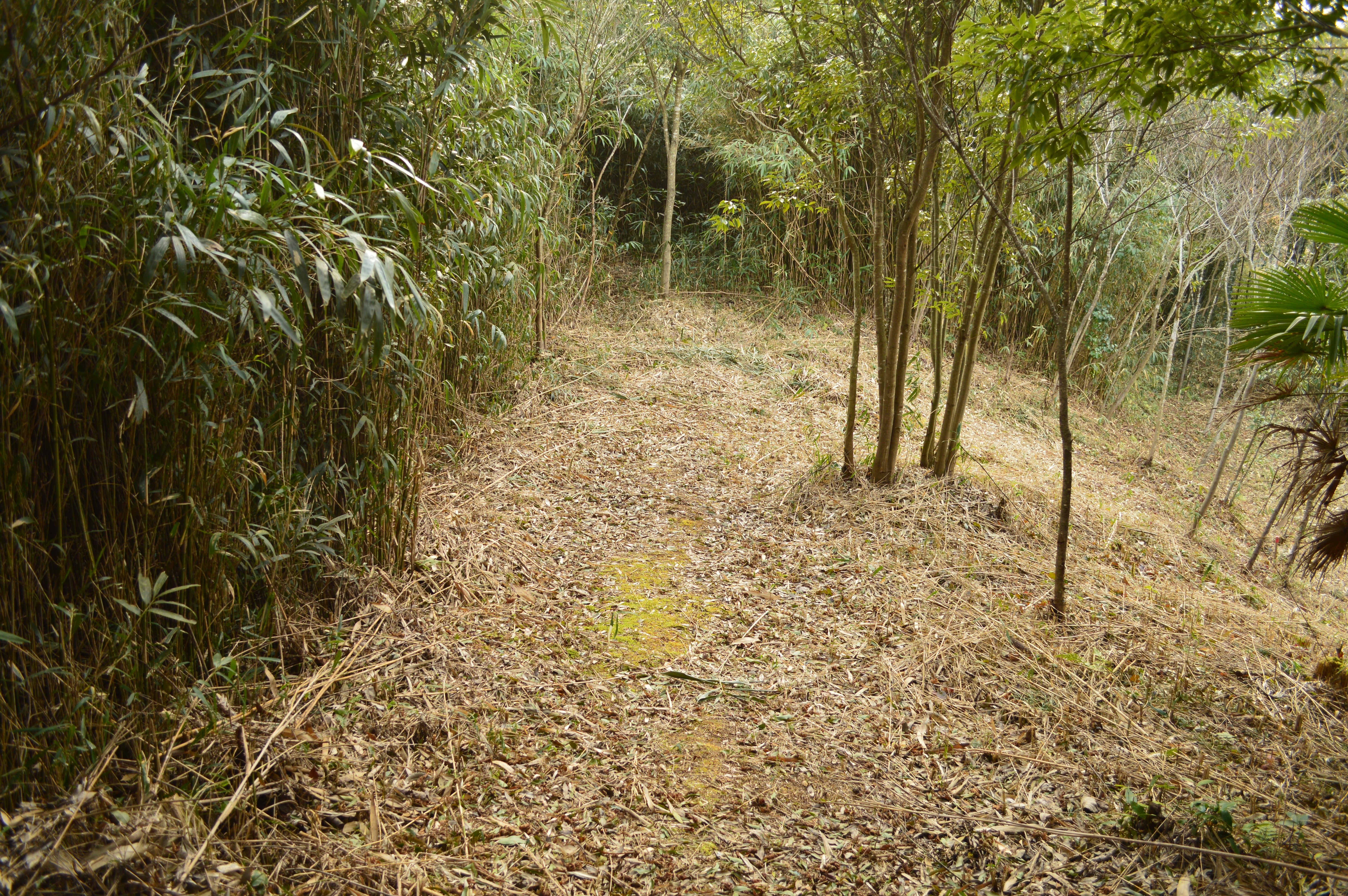
後方部から前方部を望む

## 文化財

### 勝央町指定文化財
- 史跡
  - 植月寺山古墳